# Ostmark (gebied)

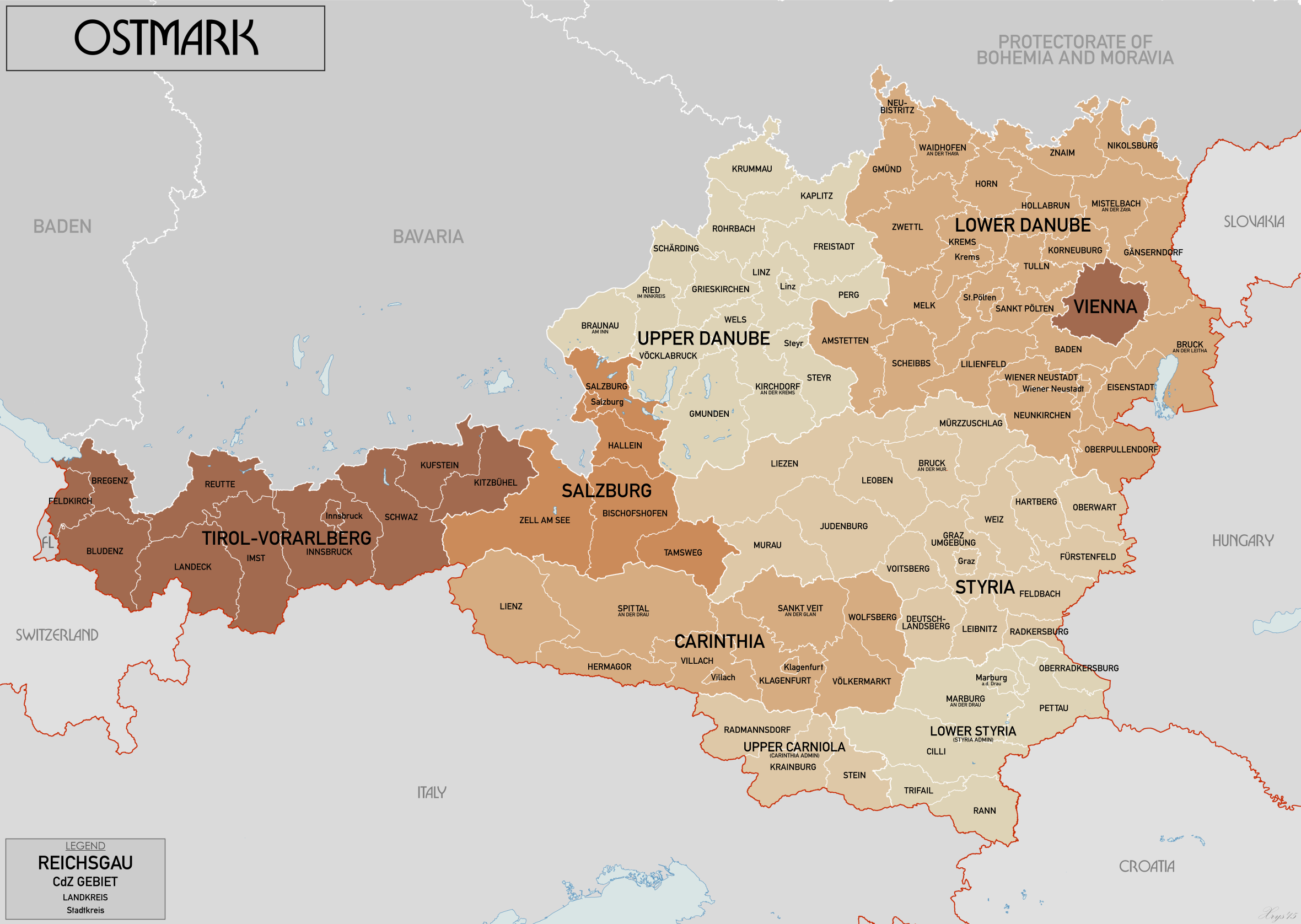
Ostmark in 1941

Ostmark was na de Anschluss van Oostenrijk in maart 1938, vanaf later in dat jaar de benaming van het door nazi-Duitsland geannexeerde Oostenrijk. Arthur Seyss-Inquart, de Oostenrijkse nazileider, werd door Adolf Hitler aangesteld als rijksstadhouder van de Ostmark (hij werd in 1940 rijkscommissaris in het bezette Nederland).
Aanvankelijk werd het geannexeerde Oostenrijk nog aangeduid als Land Österreich, maar op 14 oktober 1938 werd de naam in Ostmark veranderd. Deze naam verwees naar de middeleeuwse Oostmark die het zuidoostelijke grensgebied van het Heilige Roomse Rijk had gevormd.
In 1939 werd de Ostmark in zeven rijksgouwen (Reichsgaue) opgedeeld. De belangrijkste rijksgouw was die van Wenen. Baldur von Schirach, de vroegere leider van de Hitlerjugend, werd in 1940 gouwleider (Gauleiter) van Wenen. Vanaf 1940 werd het gebied van het voormalige Oostenrijk aangeduid als Reichsgaue der Ostmark. Deze naam deed echter nog te veel denken aan het vroegere, onafhankelijke Oostenrijk, dus werd de naam in 1942 veranderd in Alpen- und Donaureichsgaue. In 1941-1945 werd ook een deel van Slovenië toegevoegd aan dit gebied, dat de nazi's trachtten te verduitsen.